# Marvin Pifer
Marvin Mavis Pifer Sr. (Adrian, Michigan, 13 maart 1928 - aldaar, 4 mei 1974) was een Amerikaans autocoureur. Hij startte met racen onder de naam van zijn broer Aldon. In 1956 en 1960 schreef hij zich in voor de Indianapolis 500, maar in beide races wist hij zich niet te kwalificeren. Deze races waren ook onderdeel van het Formule 1-kampioenschap. Hij reed verder vooral in de sprint cars, net als zijn zoon met dezelfde naam. Verder had hij ook zijn eigen autodealer met Triumphs, maar in 1963 werd multiple sclerose bij hem vastgesteld. In 1968 kwam hij hierdoor in een rolstoel terecht, waarna hij in 1972 zijn dealer moest verkopen en in 1974 overleed hij op 46-jarige leeftijd.